# パワーバンク
『パワーバンク』とは、2002年4月7日から2002年9月29日まで日本テレビ系で放送されていたバラエティ番組である。

## 放送時間
- 毎週日曜12:30 - 13:00（JST、一部地域を除く）

## 出演者
- ケイン・コスギ
- 大谷みつほ
- 正司歌江
- 浅草キッド

## 内容
「善意を集めれば、どんなことでも出来る」をテーマとして放送された。番組では、良いことで人助けをしたいと願う人材を集めた団体を「パワーバンク」と名付けた。番組のタイトルはここに由来しており、「ボランティアバラエティ」というコンセプトだった。具体的には、「片づけられない女性の家に善意の人々が集まり、一気に片付ける」、「田舎から出てきたばかりで満員電車に怖くて乗れない大学生のために電車を借り切り、満員電車の乗り降りの仕方をレクチャーする」、「方向音痴の人に善意の人であるタクシーの運転手さんが方向音痴克服法を伝授」などの活動が行われた。また、その一方で、浅草キッドが「良い事をしなくても人は助けられる」とのコンセプトで善意の活動を行うコーナーも放送された。こちらは、「違法駐輪で困っている駅前で、怖い顔の人を大勢集め違法駐輪を撲滅する」、「熱狂的なサッカーファンと野球ファンを集め、ゴミ拾い対決させ街をきれいにする」、「痴漢の出没に困っている街におかまを送り込み、痴漢を捕まえる」「倒壊寸前の柔道の町道場を修繕して子どもたちが稽古をつづけられるようにする（再建された道場は、2016年も健在）」などの活動が行われた。

## スタッフ
- 総合演出：首藤由紀子
- 構成：そーたに、海老克哉、近藤祐次、三田卓人
- ディレクター：稲葉曉智、内田功、依知川弥生、永島雅也、笠原裕、対馬敬、徳舛充人
- プロデューサー：加藤孝司、中島小恵里、高橋明美

| 日本テレビ 日曜12:30 - 13:00枠                                       | 日本テレビ 日曜12:30 - 13:00枠          | 日本テレビ 日曜12:30 - 13:00枠                     |
| 前番組                                                               | 番組名                                  | 次番組                                             |
| -------------------------------------------------------------------- | --------------------------------------- | -------------------------------------------------- |
| ジャパン☆ウォーカー （2001年10月7日 - 2002年3月31日） ※11:40 - 13:00 | パワーバンク （2002年4月7日 - 9月29日） | S.O.S （2002年10月6日 - 2003年3月23日） ↓ 再放送枠 |